# Зелёное (Дергачёвский район)
Зелёное — упразднённый посёлок в Дергачёвском районе Харьковской области. В 1974 году включен в состав посёлка городского типа Малая Даниловка и исключен из учётных данных. 

## История
Первоначальное название — Посёлок Харьковского лесничества. В 1960-х годах был переименован в посёлок Зелёное.
Входил в состав Малоданиловского поселкового совета Дергачёвского района
В 1974 году данный небольшой посёлок был включён в состав пгт Малая Даниловка
Название бывшего посёлка как части Алексеевского жилмассива Харькова (Новой Алексеевки)
на картах встречается до сих пор